# Magia (telenovela)
Magia (O astro) è una telenovela brasiliana in 186 puntate scritta da Janete Clair e andata in onda dal 6 dicembre 1977 all'8 luglio 1978 su TV Globo, con Francisco Cuoco, Dina Sfat e Tony Ramos nei ruoli principali.

## Trama
La telenovela è incentrata sull'ascesa - non solo economica - dell'avventuriero Herculano Quintanilha (Francisco Cuoco), figura ispirata a un personaggio realmente esistito, l'ex ministro per lo stato sociale in Argentina José López Rega, noto come "El Brujo" (t.l. "lo stregone"), che ebbe una grande influenza sull'amministrazione del presidente Juan Domingo Perón.
All'inizio della trama (siamo nel 1962), Herculano prova a rapinare la parrocchia di un piccolo paese di campagna insieme al suo amico Neco. Quando però arriva la polizia, Neco abbandona il complice e fugge con il denaro. Herculano viene arrestato ma riesce ben presto a evadere e si rifugia in un'altra città, abbandonando sua moglie Doralice (Cleyde Blota) e suo figlio Alan (Luiz Carlos Niño/Stepan Nercessian).
Dodici anni più tardi, Herculano lavora come astrologo, cartomante e sensitivo in un ristorante raffinato. Durante una sua esibizione, conosce Márcio (Tony Ramos), figlio di un industriale di origini siriane, Salomão Hayala (Dionísio Azevedo). Márcio, affascinato dalla figura di San Francesco d'Assisi, rifiuta ogni tipo di ricchezza e vuole vivere nella semplicità. Questa concezione della vita lo mette in conflitto con suo padre che vede in Márcio il suo erede naturale e la guida per l'azienda che Salomão gestisce in collaborazione con il suo amico Adolfo Mello Assunção (Hélio Ary) e i propri fratelli Samir (Rubens de Falco), Youssef (Isaac Bardavid) e Amin (Macedo Neto). Vedendo in questa amicizia un mezzo per la sua scalata economica, Herculano spinge Márcio ad assumere il suo ruolo nel consiglio della società, convincendolo anche a portare lui come suo braccio destro.
All'interno della società di Hayala, Herculano conosce Amanda (Dina Sfat), direttrice della Mello Assunção (società di costruzioni del padre Adolfo) e sposata a Samir Hayala. La donna rimane ben presto coinvolta in una storia d'amore con Herculano e si separa da Samir. Ciò crea ancora più tensione tra gli Hayala e Herculano.
Márcio conosce Lili (Elizabeth Savalla), ragazza laboriosa e di umile estrazione, fidanzata di Natalicio (Carlos Eduardo Dolabella) e cognata di Neco, che si è rifatto una vita diventando uno stimato parrucchiere e formando una famiglia. I due giovani si innamorano ma la loro relazione è osteggiata dagli Hayala, in quanto questi, nella speranza di fondere la loro società con la Mello Assunção, auspicano che Márcio sposi Jôse, sorella di Amanda, innamoratissima del ragazzo. 
Due eventi traumatici, però, innescano una serie di conflitti tra i vari personaggi: la morte di Jôse, a causa di una serie di complicazioni dovute alla sua gravidanza - il che impedisce la fusione tra le aziende dei Mello e degli Hayala - e il misterioso assassinio di Salomão Hayala, che mette l'uno contro l'altro Samir e Herculano (ora sposato ad Amanda e azionista dell'impresa degli Hayala) per la direzione dell'azienda.
A conclusione della storia, viene rivelato l'assassino di Salomão Hayala, ovvero Felipe Cerqueira (Edwin Luisi), giovane amante di Clô (Tereza Rachel), la moglie di Salomão, mentre Herculano, accusato di frode, lascia il Brasile e Amanda, accettando quindi un posto come Consulente nel Governo di un Paese dittatoriale dell'America Centrale.

## Personaggi principali
- Herculano Quintanilha, interpretato da Francisco Cuoco, doppiato da Orlando Mezzabotta.

Estremamente cordiale, irradia un forte magnetismo. Il suo passato è misterioso, tanto quanto le sue origini. Possiede una profonda conoscenza di astrologia, cartomanzia, chiromanzia, inoltre pratica l'illusionismo. Ha un figlio di nome Alan (Luiz Carlos Mendonça / Stepan Nercessian), che l'uomo abbandona per sfuggire alla giustizia dopo essere stato arrestato per il tentato furto in parrocchia. La sete di potere che lo caratterizza fa di lui un personaggio senza scrupoli, tanto da allearsi con Clô, madre di Márcio Hayalla, per mandare la nuova moglie del ragazzo, Lili, dietro le sbarre. Ha una storia d'amore con Amanda Assunção, ma sarà un rapporto complicato, a causa dei caratteri molto forti e testardi di entrambi. Ulteriori problemi tra i due derivano da alcuni comportamenti discutibili da parte di Herculano (come nel caso dell'accusa di Lili) che la donna non gli perdona. L'avidità spinge l'uomo a mettere in atto transazioni misteriose e poco pulite, tradendo la fiducia degli Hayalla. Quando lo zio di Márcio, Samir, scopre il tentato furto nel passato dell'uomo, Herculano è costretto a lasciare tutto e a rifugiarsi in America Centrale. Prima di farlo, però, confessa a Márcio il piano che lui e sua madre avevano organizzato per spedire Lili in prigione.
- Márcio Hayala, interpretato da Tony Ramos, doppiato da Gianfranco Gamba.

Figlio di Salomão Hayala (Dionísio Azevedo) e Clô (Tereza Rachel), è destinato a seguire le orme del padre nella direzione dell'azienda di famiglia, con suo gran rammarico. Solo l'intervento di Herculano spinge il ragazzo a lavorare con il padre e gli zii. Si innamora di una ragazza di umili origini, Lili (Elizabeth Savala), ma la storia non è ben vista dalla famiglia (soprattutto da sua madre Clô) che lo vuole sposo di Jôse Assunção (Sílvia Salgado), figlia ed ereditiera del socio di Salomão, Mello. Il ragazzo sposa comunque Lili, che rimane incinta. Ma l'intervento dietro le quinte di Clô e Herculano, che fanno accusare ingiustamente Lili di furto, tanto da spedirla in prigione, crea una spaccatura tra i due. La nascita di Francisco, che Lili non vuole far conoscere alla famiglia del marito, spinge la coppia verso il divorzio. Il giovane trova conforto nelle braccia della sua eterna innamorata, Jôse, con la quale si sposa di lì a breve, ma il matrimonio non risulta felice a causa della profonda gelosia di Jôse verso Lili, di cui Márcio è ancora innamorato.
- Amanda Assunção, interpretata da Dina Sfat, doppiata da Milena Albieri.

Figlia di Mello e sorella di Jôse. Bilaureata (è ingegnere e architetto), dirige le Costruzioni Assunção, azienda di famiglia. Donna dinamica, estroversa e molto attiva, è il pilastro degli Assunçao, posizione che la vuole spesso più interessata al lavoro che non all'amore e al privato. Ha una lunga relazione con Herculano.
- Liliana / Lili, interpretata da Elizabeth Savalla, doppiata da Flavia Fantozzi.

Sorella di Laura (Angela Leal) e Luisa (Rejane Marques), nonché figlia di Consolação (Eloisa Mafalda). Ragazza vitale, intraprendente e anticonformista, non accetta la pressione di sua madre che vuole vederla sposata al più presto. Non molto istruita, svolge tuttavia due occupazioni: tassista e aiutante di Neco nel suo negozio da barbiere. Sebbene sia corteggiata da Natal (Carlos Eduardo Dolabella), si innamora di Márcio con il quale si sposa e ha un figlio, ma il loro legame è osteggiato dalla famiglia di lui. Incastrata da Herculano e da Clô, madre di Márcio, la ragazza finisce ingiustamente in prigione con l'accusa di aver rubato orologi. Una volta scarcerata, si riavvicinerà a Marcio.
- Salomão Hayala, interpretato da Dionísio Azevedo, doppiato da Sergio Grasso.

Immigrato siriano, è giunto in Brasile all'età di 12 anni con la famiglia. Persona molto laboriosa, ha iniziato come semplice venditore ambulante per poi diventare imprenditore di un'azienda da lui controllata insieme ai fratelli Samir (Rubens de Falco), Youssef (Isaac Bardavid) e Amin (Macedo Neto). Cerca in tutti i modi di convincere suo figlio Márcio a prendere in mano la direzione della società, senza successo. Finisce assassinato dall'amante di sua moglie Clô, Felipe.

## Distribuzione
La telenovela fu distribuita in molti paesi stranieri tra cui Canada, Portogallo e Stati Uniti d'America. In Italia, la telenovela andò in onda su Rete 4 a partire dal 30 gennaio 1984 e non è stata mai replicata.

## Sigla
La sigla di apertura originaria era il brano Bijuterias eseguita da João Bosco. In Italia, invece, la sigla fu affidata a Franco Verini e alla canzone Stella, scritta da Leonardo Alessandroni e Lanfranco Perini.

## Colonna sonora
La colonna sonora pubblicata sul territorio nazionale comprendeva brani di famosi artisti brasiliani come Maria Bethânia (Um jeito estúpido de te amar), Clara Nunes (As forças da natureza), Rita Lee (Ambição), Djavan (É Hora), Beth Carvalho (Saco de feijão), oltre a João Bosco con la sigla d'apertura. Nella soundtrack "internazionale" furono inseriti invece brani di artisti come Santa Esmeralda (Don't Let Me Be Misunderstood), Commodores (Easy), Rita Coolidge (We're All Alone), ABBA (The Name of the Game), Boney M. (Love for Sale).

### Colonna sonora italiana
Anche in Italia fu pubblicata una colonna sonora - compilata da Cesare Benvenuti - su etichetta SiglaQuattro e distribuita su vinile e musicassetta dalla RCA Italiana, come era già successo negli anni precedenti per Dancin' Days e Agua Viva. Curiosamente vi venne inserita Menina Veneno, la più fortunata canzone di Ritchie, nonostante essa fosse stata incisa nel 1983, ben dopo dunque la messa in onda della telenovela in Brasile (Menina Veneno fa invece parte della colonna sonora di una produzione Globo del 1983, Mamma Vittoria, trasmessa in Italia da Telemontecarlo nella seconda metà degli anni Ottanta).

#### Tracce
1. Franco Verini – Stella 4'01"
2. Ritchie – Menina Veneno 4'42"
3. Ronnie Milsap – Inside 3'58"
4. Amedeo Minghi – Ladri di sole 4'36"
5. Morris Albert – I Look at the Sun 4'12"
6. Marcos Valle – Naturalmente 3'59"
7. Djavan – Samurai 4'32"
8. Amii Stewart – You to Me 4'40"
9. Moraes Moreira & Baby Consuelo – Lindo Balão Azul 3'14"
10. Isabella Sodani – Nasce così 4'17"
11. Simone Bittencourt de Oliveira – Amor 3'56"
12. Il Guardiano del Faro – Il respiro del mare 3'50"

## Remake
Nel 2011, Rede Globo ha prodotto e trasmesso il remake O Astro, scritto da Alcides Nogueira e Geraldo Carneiro. Composta di soli 64 episodi, la telenovela - inedita in lingua italiana - è andata in onda dal 12 luglio al 28 ottobre 2011 alle 23, orario usualmente dedicato alle miniserie. La serie ha vinto il Premio Emmy International come Migliore Telenovela del 2011.